# Peucedanum buchanani
Peucedanum buchanani är en flockblommig växtart som beskrevs av John Gilbert Baker. Peucedanum buchanani ingår i släktet siljor, och familjen flockblommiga växter. Inga underarter finns listade i Catalogue of Life.